# Google Книги
Google книги (англ. Google Books, попередні назви англ. Google Print, англ. Google Book Search) — сервіс від компанії Google, який дозволяє повнотекстовий пошук всередині книг та журналів, які компанія Google сканує та розміщує у своїй базі даних відсканованих книг та журналів. В рамках цього проєкту Google оцифровує книжки у співпраці з більш ніж 40 науковими бібліотеками та 30 тис. видавництв.
Метою цього проєкту є систематизувати все знання накопичене у книжках і зробити його доступнішим більшій частині людей.
Google розпочав проєкт Google книги у 2004 році. У цьому році на книжковому ярмарку у Франкфурті Google оголосила про запуск проєкту Google Print. В грудні 2004 році компанія Google запустила проєкт Google Library Project, в рамках якого розпочиналося оцифровування бібліотечних фондів (чи їх частин) п'ятьох бібліотек США — бібліотек Мічиганського, Стенфордського, Гарвардського, Оксфордського університетів та Нью-Йорської публічної бібліотеки. У 2005 році Google перейменовує проєкт Google Print на Google Book Search. З часом до проєкту оцифровування книг долучилися інші бібліотеки США та Європи.

## Функціонал сервісу
Сервіс Google книги дозволяє шукати за книжками та журналами застосовуючи один чи комбінацію критеріїв таких як назва книжки, автор, роки видання, ISBN чи ISSN номер, видавець, мова книжки, режим перегляду, слова чи фрази, які містяться в книжці.
Всі книжки, які відскановані компанією Google, доступні в одному з чотирьох режимів перегляду:
- Повний перегляд. В цьому режимі доступний перегляд усіх книг, які не захищені авторським правом або якщо автор чи видавець книги надав таке право. Цей режим дозволяє ознайомитися з будь-якою сторінкою книжки, а для книжок, які знаходяться в публічному доступі, надає можливість завантажити їх у PDF форматі.
- Обмежений перегляд. У цьому режимі можна переглянути обмежену кількість сторінок вибраної книги, якщо автор чи видавець надав таке право.
- Режим перегляду «Фрагменти». У цьому режимі доступні лише короткі бібліографічні дані про книгу та деякі фрагменти тексту — кілька речень, для відображення ключових слів у контексті.
- В останньому режимі доступні лише найкоротші бібліографічні дані про книгу.

Поряд з книгою містяться посилання на видавництво чи інтернет-магазин, де її можна придбати, чи бібліотеку, де її можна знайти.
Сервіс також надає можливість користувачам створювати власні тематичні книжкові полиці, де можна зберігати знайдені книжки (їх ярлики).

## Бібліотеки партнери
Партнерами компанії Google у цьому проєкті є в наш час[коли?] понад 40 бібліотек і установ США та Європи, в яких компанія сканує всі чи частину бібліотечних фондів. Партнерами проєкту є такі бібліотеки:
- Австрійська національна бібліотека[2]
- Баварська державна бібліотека[3]
- Бібліотека Вірджинського університету[4]
- Бібліотека Гарвардського університету
- Бібліотека Гентського університету[5]
- Бібліотека Каліфорнійського університету[6]
- Бібліотека Каталонії
- Бібліотека Колумбійського університету[7]
- Бібліотека Корнелльського університету[8]
- Бібліотека Лозанського університету
- Бібліотека Мадридського університету Комплутенсе
- Бібліотека Мічиганського університету[9]
- Бібліотека Принстонського університету[10]
- Бібліотека Стенфордського університету[11]
- Бібліотека Техаського університету в Остіні[12]
- Бібліотека університету Вісконсин-Медісон[13]
- Бібліотека університету Кейо
- Бодлеанська бібліотека Оксфордського університету[14]
- Комітет із співпраці установ
- Королівська бібліотека Нідерландів[15]
- Національна центральна бібліотека Флоренції[16]
- Нью-Йоркська публічна бібліотека
- Римська національна центральна бібліотека[16]

## Обсяг проєкту
За підрахунками компанії Google, у світі налічується близько 130 млн унікальних книжок та приблизно 16 млн унікальних періодичних видань. Згідно з повідомленням компанії Google, станом на 14 жовтня 2010 року компанія у співпраці з бібліотеками та видавництвами відсканувала понад 15 млн книжок з понад 100 країн, написаних понад 400 мовами світу.

## Інші проєкти
У 2010 році компанія Google на базі Google книги запустила два інші проєкти — Google ebookstore (інтернет-магазин електронних книжок) та Books Ngram Viewer (інструмент для аналізу частоти вживання будь-якого слова протягом певного часу у відсканованих книжках).